# 新宿映画祭
新宿映画祭（しんじゅくえいがさい）は、東京都新宿区のテアトル新宿で毎年秋に行われていた映画祭。1988年より1995年まで8回開催された。

## 概要
今村昌平の発案により、一般の人にたくさん映画を見てもらおうとのコンセプトのもと開催された映画祭。日本映画の発見をテーマに各回1人ずつ映画監督を選定し、関係者や映画評論家によるトークショー、特集上映などを行った。日本映画学校の関係者を中心に「日本映画の発見実行委員会」を組織し、運営されていた。

## 沿革

### 第1回 新宿映画祭
- テーマ -　日本映画の発見　小林正樹ノ世界
- 開催期間 - 1988年月日〜月日
- 上映作品 - 「人間の條件」「切腹」「怪談」ほか

### 第2回 新宿映画祭
- テーマ -　日本映画の発見　新藤兼人ノ世界
- 開催期間 - 1989年10月28日〜11月3日
- 上映作品 - 「愛妻物語」「原爆の子」「縮図」「どぶ」「狼」「第五福竜丸」「裸の島」「人間」「鬼婆」「本能」「裸の十九才」「ある映画監督の生涯・溝口健二の記録」「竹山ひとり旅」「北斎漫画」「落葉樹」「ブラックボード」「さくら隊散る」「偽れる盛装」「しとやかな獣」「事件」

### 第3回 新宿映画祭
- テーマ -　日本映画の発見　今井正ノ世界
- 開催期間 - 1990年10月27日〜11月2日
- 上映作品 - 「青い山脈」「また逢う日まで」「どっこい生きてる」「山びこ学校」「ひめゆりの塔」「にごりえ」「ここに泉あり」「真昼の暗黒」「米」「純愛物語」「夜の鼓」「キクとイサム」「喜劇 にっぽんのお婆あちゃん」「武士道残酷物語」「越後つついし親不知」「仇討」「海軍特別年少兵」「あにいもうと」「子育てごっこ」

### 第4回 新宿映画祭
- テーマ -　日本映画の発見　吉村公三郎ノ世界
- 開催期間 - 1991年月日〜月日
- 上映作品 -

### 第5回 新宿映画祭
- テーマ -　日本映画の発見　市川崑ノ世界
- 開催期間 - 1992年10月3日〜9日
- 上映作品 - 「プーサン」「愛人」「こころ」「ビルマの竪琴」「処刑の部屋」「炎上」「鍵」「野火」「ぼんち」「おとうと」「破戒」「私は二歳」「雪之丞変化」「太平洋ひとりぼっち」「東京オリンピック」「股旅」「吾輩は猫である」「犬神家の一族」「細雪」「木枯し紋次郎」

### 第6回 新宿映画祭
- テーマ -　日本映画の発見　黒澤明ノ世界
- 開催期間 - 1993年月日〜月日
- 上映作品 -

### 第7回 新宿映画祭
- テーマ -　日本映画の発見　岡本喜八ノ世界
- 開催期間 - 1994年月日〜月日
- 上映作品 - 「結婚のすべて」「独立愚連隊」「暗黒街の対決」「独立愚連隊西へ」「どぶ鼠作戦」「戦国野郎」「江分利満氏の優雅な生活」「ああ爆弾」「侍」「血と砂」「大菩薩峠」「殺人狂時代」「日本のいちばん長い日」「斬る」「肉弾」「吶喊」「ダイナマイトどんどん」「英霊たちの応援歌」「近頃なぜかチャールストン」「ジャズ大名」「大誘拐 RAINBOW KIDS」

### 第8回 新宿映画祭
- テーマ -　日本映画の発見　今村昌平ノ世界
- 開催期間 - 1995年月日〜10月13日
- 上映作品 - 「豚と軍艦」「にあんちゃん」「にっぽん昆虫記」「黒い雨」ほか